# 南华礁
南华礁，越南称为蚬鸭山（越南语：／），西方文献称为 Cornwallis South Reef，中国渔民俗称恶落门或恶浪门，是一座位于南中国海南沙群岛中的环礁。
位于六门礁以东，无乜礁西21海里。
退潮时出露，有礁门。
1935年中华民国水陆地图审查委员会公布的名称为“南康华里礁”。1947年中华民国内政部方域司及1983年中华人民共和国中国地名委员会公布的标准名称均为“南华礁”。1988年後被越南占领及控制，中華人民共和国及中華民國皆宣称对南華礁拥有主权。
2016年5月起，越南对实际控制之10个岛礁（包括南华礁）进行造陸填埋，面积超过48公顷，當前南華礁西北方之填海造陸工程，已使環形礁總面積達35公頃。